# Batterijlader

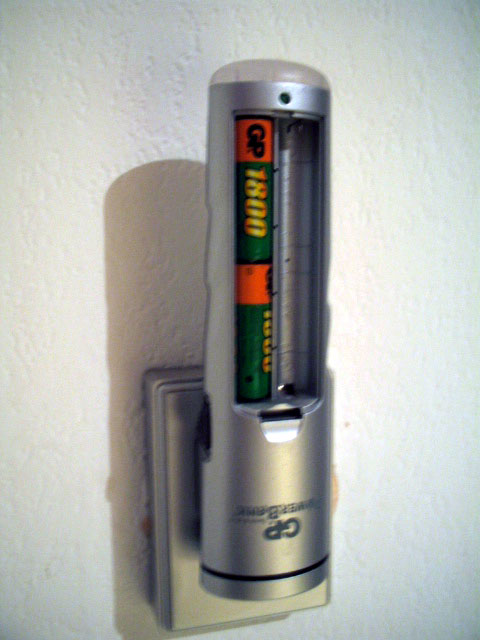
Batterijlader in stopcontact

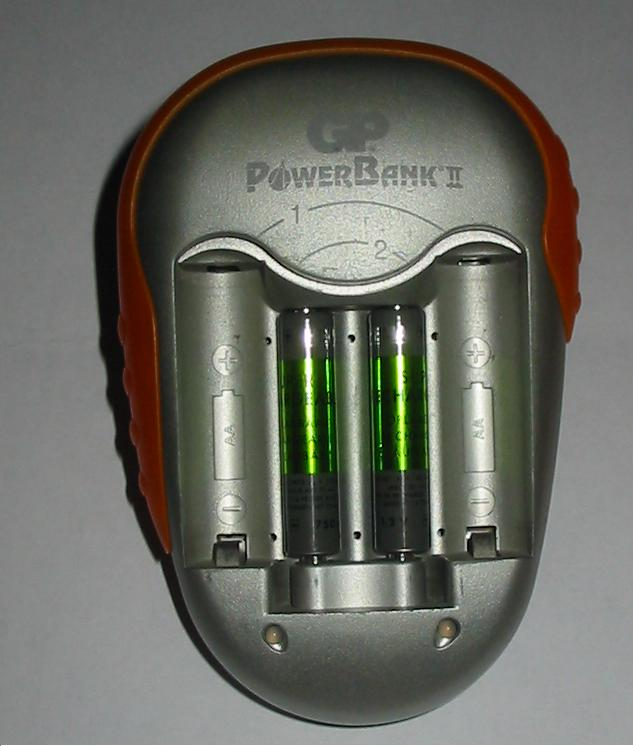
Batterijlader

Een batterijlader is een apparaat om oplaadbare batterijen (accu's) op te laden.
Sommige apparaten, zoals mobiele telefoons en mp3-spelers hebben een ingebouwde batterijlader. De batterij kan dan tijdens het opladen in het apparaat blijven zitten. Om de batterij op te laden wordt het apparaat dan met een bijgeleverde speciale adapter op het stopcontact of op de USB-poort van een computer aangesloten. Op het schermpje van het apparaat is te zien hoe ver de batterij is opgeladen en wanneer hij helemaal vol is geladen.
Een batterijlader is enkel geschikt voor oplaadbare batterijen. Wanneer eenmalige batterijen in een batterijlader worden gedaan dan kunnen ze gaan lekken of ontploffen. Daarbij kunnen bijtende chemische stoffen vrijkomen. 

## Uitvoeringen
Batterijladers zijn er in eenvoudige en uitgebreide uitvoeringen. Batterijladers voor thuisgebruik om NiCd- of NiMH-accu's op te laden kunnen grofweg ingedeeld worden als volgt:
Constante spanningEen batterijlader die enkel een spanning afgeeft. Loodaccu's worden met een vaste spanning opgeladen. Deze spanning mag niet te hoog zijn, want wanneer een loodaccu te veel spanning krijgt dan neemt de capaciteit van de accu af en kan er zelfs gas gevormd worden. Er wordt daarom een spanning gebruikt die iets hoger ligt dan de spanning van een volle accu. Tijdens het laden neemt de laadstroom langzaam af als de accu vol raakt.
Constante stroomEen lader die enkel een constante stroom afgeeft. Als de cellen vol zijn moet de lader uitgeschakeld worden. Dergelijke laders worden vooral voor NiCd-batterijen en accupacks gebruikt. Hoewel deze methode laden met constante stroom wordt genoemd, is in de praktijk de stroomsterkte vaak niet constant.
TimerEen lader die zich na een vast ingestelde tijd uitschakelt.
IntelligentEen intelligente lader met een microprocessor die constant controleert of de batterijen al vol zijn. Het kan dus zijn dat in een twee-uurslader de batterijen al na anderhalf uur vol zijn. Omdat de laadtoestand van alle individuele cellen kan verschillen hebben intelligente laders vrijwel altijd een indicatie per laadschacht. Sommige van deze laders hebben een schakelende voeding zodat de lader geschikt is voor alle netspanningen wereldwijd (van 110 volt tot 240 volt).
Daarnaast hebben sommige nog aanvullende functies, zoals een ontlaadfunctie of controle van de temperatuur van de oplaadbare batterij. Deze laatste functie zorgt ervoor dat de batterijen nooit een te hoge temperatuur bereiken.
Een snellader laadt de batterij met een grotere stroomsterkte (mA), zodat de batterij in bijvoorbeeld 1 uur opgeladen wordt. De meeste snelladers voor NiMH-batterijen meten ook de temperatuur van de batterijen, omdat de batterijen beschadigd kunnen raken bij een te hoge temperatuur.
De meeste laders schakelen zichzelf niet helemaal uit aan het einde van het laadproces, maar blijven nog een klein beetje stroom geven zodat de batterij goed vol blijft. De meest gebruikte methode is druppelladen. Bij deze methode 'druppelt' de lader steeds een kleine stroom bij zodat de batterij altijd helemaal vol is als hij uit de lader wordt gehaald. Het is wenselijk een lader met druppellading te gebruiken voor gewone NiMH-batterijen, deze batterijen hebben namelijk te maken met zelfontlading, zie ook oplaadbare batterij

## Intelligente laders
Veel opladers detecteren wanneer de batterij volledig opgeladen is. Er zijn verschillende manieren om te detecteren wanneer een batterij vol is.

### Minus-delta-V
Bij de minus-delta-V (kortweg: -ΔV) methode wordt een negatieve spanningsverandering gedetecteerd na het bereiken van de maximale klemspanning. De klemspanning van een accu, die met een constante stroom wordt opgeladen, wordt steeds hoger. Wanneer de accu vol is, bereikt deze spanning haar maximale waarde en neemt bij aanhoudende stroomtoevoer juist weer lichtjes af. Deze spanningsterugval (negatieve deltapiek) wordt door de laadelektronica herkend, en de oplader stopt.
De spanningsval kan variëren van ongeveer 0 mV tot 5 mV. Wanneer een batterij vaak gebruikt is, of juist nog niet gebruikt is, of met een te grote of te kleine laadstroom wordt opgeladen, kan het voorkomen dat er geen spanningsterugval optreedt. De lader zal dan niet stoppen en de oplaadbare batterijen worden dan te veel opgeladen.
Vrijwel alle NiMH-batterijen zijn zodanig geconstrueerd dat bij overladen de batterij niet meteen stuk gaat, maar de overtollige energie in warmte wordt omgezet. De temperatuur van de batterij loopt daarom opeens sneller op bij het overladen. Er bestaan daarom laders die ook de temperatuur van de batterijen in de gaten houden.

### Piekspanningsdetectie
Bij de methode van piekspanningsdetectie (Peak Voltage Detection, kortweg: PVD) wordt de 'piek' van de batterijspanning gedetecteerd. Wanneer de spanning van de batterij niet meer toeneemt, is de 'piek' bereikt. Door fabrikanten van NiMH-batterijen wordt deze methode aanbevolen, gecombineerd met een temperatuurmeting van de batterijen.

### Andere manieren
Daarnaast zijn er nog andere manieren. Zo kan een lader steeds kortstondig een grote laadstroom geven, en in de tussenperioden de batterij testen hoe vol hij is. Een andere manier is dat de lader aan de hand van allerlei gegevens (spanning, temperatuur, tijd, interne weerstand van de batterij) beslist wanneer een batterij vol is.

### Zelf berekenen van de laadtijd
Als de lader zelf de laadtijden aangeeft is het aan te bevelen deze te volgen. Wanneer de batterijcapaciteit afwijkt kan ook de volgende vuistregel gebruikt worden:
laadtijd (in uren) = 1,2 × batterijcapaciteit (in Ah) / laadstroom (in A)